# Annie Ducaux
Annie Ducaux est une comédienne française née le 10 septembre 1908 à Besançon (Doubs) et morte le 31 décembre 1996 à Champeaux (Seine-et-Marne).
Elle entra à la Comédie-Française en 1946, en fut sociétaire de 1948 à 1981, puis sociétaire honoraire à partir de 1982, commandeur de la Légion d'honneur et officier des Arts et des Lettres.

## Biographie
Après avoir étudié au Conservatoire national d'art dramatique où elle obtient le 1er prix de comédie, elle débute au théâtre de l'Odéon et interprète notamment sur scène les héroïnes de Racine, La Prisonnière d'Édouard Bourdet, ou encore l'impératrice Joséphine dans Napoléon unique de Paul Raynal. Entrée à la Comédie-Française, elle en devient sociétaire en 1948 et pendant trente-cinq ans interprète avec succès les pièces des auteurs du répertoire – dont Molière, Shakespeare, Racine, Henry de Montherlant, Jean Giraudoux, Eugène Ionesco, Georges Feydeau, jouant indifféremment la comédie ou la tragédie.
Au cinéma (où elle débute en 1932), elle est dirigée en 1933 par Marcel Pagnol dans Le Gendre de Monsieur Poirier. Dans les années 1930, les réalisateurs la sollicitent principalement pour jouer dans des mélodrames, comme Les deux gosses de Fernand Rivers (1936), Conflit et Prison sans barreaux de Léonide Moguy (tous deux sortis en 1938), L'homme du Niger de Jacques de Baroncelli (1940). Pendant l'Occupation, elle trouve son meilleur rôle au cinéma dans Pontcarral, colonel d'Empire de Jean Delannoy (1942), et participe à deux comédies à succès : L'inévitable Monsieur Dubois de Pierre Billon (1943) et Florence est folle de Georges Lacombe (1944). Elle tourne en 1961 son dernier film, La Princesse de Clèves de Jean Delannoy. Pour la télévision, elle incarne (entre autres rôles) à deux reprises la reine Marie-Antoinette, en 1958 dans un épisode de La caméra explore le temps (La mort de Marie-Antoinette) de Stellio Lorenzi, puis en 1963 dans la série télévisée Le Chevalier de Maison-Rouge de Claude Barma.

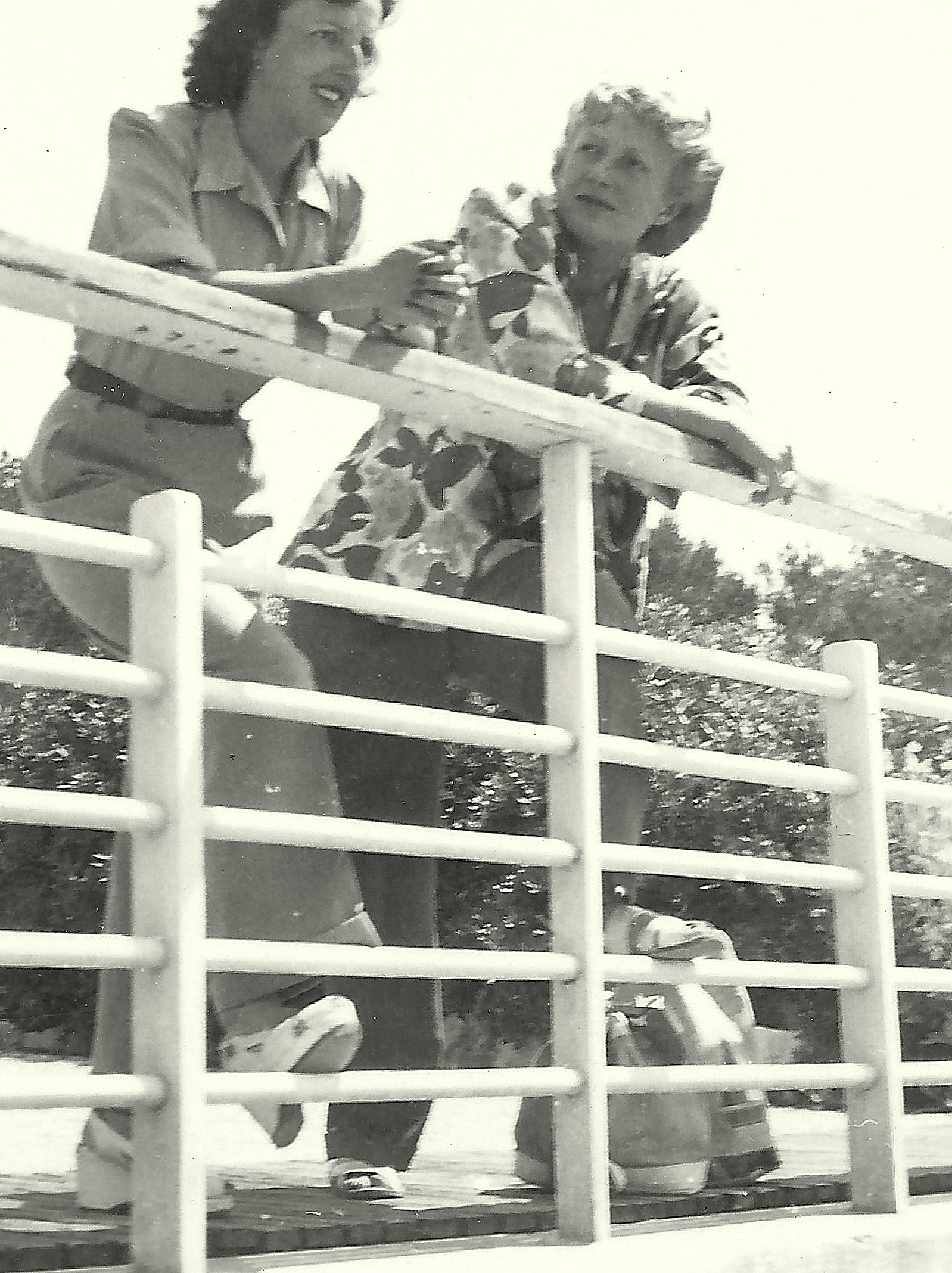
Annie Ducaux en 1947 sur le tournage de Les Requins de Gibraltar, en compagnie d'Irène Reinert (à gauche), l'épouse du réalisateur E.-E. Reinert (près de Villefranche-sur-Mer, France)

En 1982, elle met fin à sa carrière de comédienne, nommée aussitôt sociétaire honoraire de la Comédie-Française.

### Vie privée
On lui prête une liaison avec le comédien Jean Debucourt, sur le plateau du film de Marcel Pagnol, Le Gendre de Monsieur Poirier. Ce dernier joue le rôle du marquis Gaston de Presles et remplaçait parfois Pagnol à la direction.
Le mariage avec Jean Debucourt est fort peu probable puisqu'il était alors marié à Louise D'juin dont il a divorcé en 1923 après six ans d'union, puis il épouse en 1931 Marcelle Lesage dont il divorce en 1954.
Anne-Marie Ducaux, elle, a été mariée à Ernest Rupp (28 juillet 1939), dont elle a un fils, Gérard.
Jean-Jacques Gautier, critique redouté du Figaro, révèle dans un roman posthume avoir entretenu à partir de 1958 une relation passionnée avec Annie Ducaux, malgré le mariage de celle-ci, et en dépit du sien avec une ancienne comédienne, Gladys Lynn (1922-2002). Le manuscrit sera préservé par Gladys Lynn (Pauline dans le livre), qui laisse sa filleule le publier après sa propre mort.

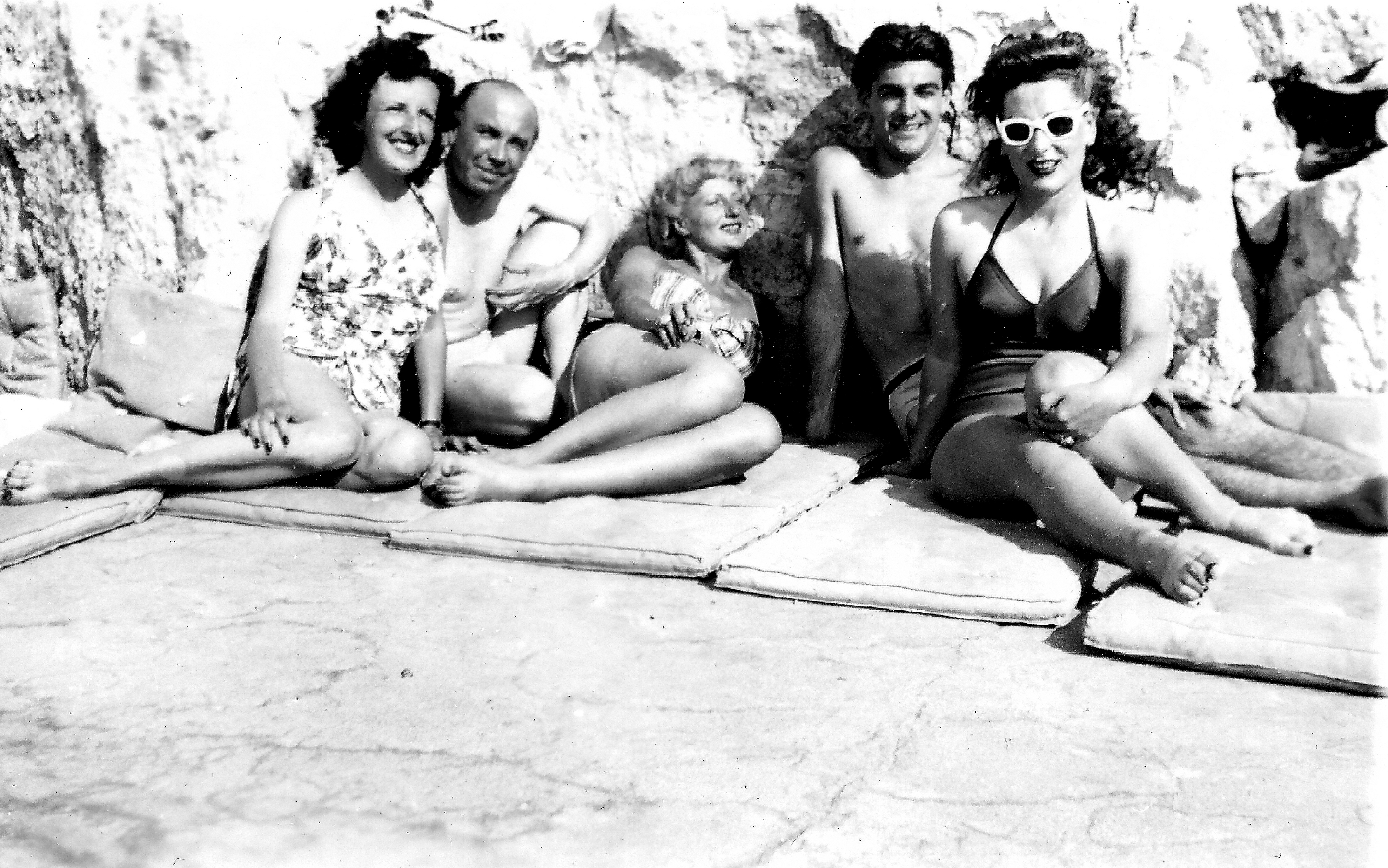
(de gauche à droite) Irène et Emil-Edwin Reinert, Annie Ducaux, Yves Vincent, Vanda Gréville. Été 1947, une pause dans le tournage du film Les Requins de Gibraltar à Éden-Roc (Villefranche-sur-Mer).

## Filmographie

### Cinéma
- 1932 : Coup de feu à l'aube de Serge de Poligny : Irène Taft
- 1933 : Une rencontre - court métrage - de René-Guy Grand
- 1933 : Le Gendre de Monsieur Poirier de Marcel Pagnol : Antoinette
- 1933 : Le Fakir du Grand Hôtel de Pierre Billon : Suzanne Méria
- 1933 : L'Agonie des aigles de Roger Richebé : Lise Dorian
- 1934 : Le Petit Jacques de Gaston Roudès : Claire Mortal
- 1934 : Nuit de mai d'Henri Chomette et Gustav Ucicky : l'impératrice Marie-Thérèse
- 1934 : Cessez le feu de Jacques de Baroncelli : Françoise
- 1935 : Un homme de trop à bord de Gerhard Lamprecht et Roger Le Bon : Suzanne Egert
- 1936 : Un grand amour de Beethoven d'Abel Gance : Thérèse de Brunswick
- 1936 : Les Deux Gosses de Fernand Rivers : Colette
- 1937 : Les Filles du Rhône de Jean-Paul Paulin : Frédérique
- 1938 : La Vierge folle d'Henri Diamant-Berger : Fanny Armaury
- 1938 : Conflit de Léonide Moguy : Catherine
- 1938 : Le Voleur de femmes d'Abel Gance : Anita
- 1938 : Prison sans barreaux de Léonide Moguy : Yvonne Chanel, la directrice
- 1940 : L'Empreinte du dieu de Léonide Moguy : Wilfrida
- 1940 : Tempête de Dominique Bernard-Deschamps : Jeanne Desmarets
- 1940 : L'Homme du Niger de Jacques de Baroncelli : Danièle Mourrier
- 1942 : Pontcarral, colonel d'Empire de Jean Delannoy : Garlone
- 1942 : Dernière aventure de Robert Péguy : Georgina
- 1943 : L'Inévitable Monsieur Dubois de Pierre Billon : Hélène Mareuil
- 1944 : Florence est folle de Georges Lacombe : Lucile
- 1944 : Le Bal des passants de Guillaume Radot : Fabienne Ozanne
- 1946 : Patrie de Louis Daquin
- 1947 : Les Requins de Gibraltar de Emil-Edwin Reinert : Stella
- 1947 : Rendez-vous à Paris de Gilles Grangier : Catherine Laurence
- 1947 : Rêves d'amour de Christian Stengel : Marie d'Agoult
- 1949 : Le Roi de Marc-Gilbert Sauvajon : Thérèse Marnix
- 1949 : La Patronne de Robert Dhéry : Agnès
- 1958 : Les Grandes familles de Denys de La Patellière : Adéle Schoudler
- 1961 : La Belle Américaine de Robert Dhéry : Mme Lucanzas
- 1961 : La Princesse de Clèves de Jean Delannoy : Diane de Poitiers

### Télévision
- 1958 : La caméra explore le temps (série) de Stellio Lorenzi épisode : La mort de Marie-Antoinette : Marie-Antoinette
- 1963 : Le Chevalier de Maison-Rouge (série) de Claude Barma : Marie-Antoinette
- 1972 : Les Femmes savantes (de Molière), téléfilm réalisé par Jean Vernier : Philaminte
- 1972 : Électre (de Jean Giraudoux), téléfilm de Pierre Dux : Clytemnestre
- 1975 : Les Ailes de la colombe (téléfilm) de Daniel Georgeot : Maud
- 1980 : Les Enquêtes du commissaire Maigret, épisode : Maigret et les Vieillards de Stéphane Bertin : Jacqueline Larrieu de Saint-Phar dite Jacquette
- 1980 : La Folle de Chaillot (de Jean Giraudoux), téléfilm réalisé par Georges Paumier : rôle-titre

## Théâtre
- 1930 : La Châtelaine de Shenstone, d'André Bisson, d'après Florence L. Barclay, Théâtre national de l'Odéon[5]
- 1936 : Napoléon unique de Paul Raynal, mise en scène Jacques Copeau, Théâtre de la Porte-Saint-Martin
- 1941 : Sébastien de François Jeantet, mise en scène Camille Corney, Théâtre de l'Œuvre
- 1941 : Hyménée d'Édouard Bourdet, Théâtre de la Michodière
- 1944 : Andromaque de Racine, mise en scène Jean Marais, théâtre Édouard VII
- 1946 : Bérénice de Jean Racine, mise en scène Gaston Baty, Comédie-Française : Bérénice (34 fois de 1946 à 1950)
- 1948 : Sapho d'Alphonse Daudet et Auguste Belot, mise en scène Gaston Baty, Comédie-Française
- 1950 : Un conte d'hiver de William Shakespeare, mise en scène Julien Bertheau, Comédie-Française
- 1952 : Mithridate de Racine, mise en scène Jean Yonnel, Comédie-Française
- 1953 : 107 minutes de Steve Passeur, mise en scène Jean Meyer, tournée Karsenty
- 1954 : Les Amants magnifiques de Molière, mise en scène Jean Meyer, Comédie-Française
- 1954 : Elizabeth, la femme sans homme d'André Josset, mise en scène Henri Rollan, Comédie-Française
- 1956 : Bérénice de Jean Racine, mise en scène Maurice Escande, Comédie-Française : Bérénice (29 fois, 1956-1957)
- 1959 : Électre de Jean Giraudoux, mise en scène Pierre Dux, Comédie-Française
- 1961 : Britannicus de Racine, mise en scène Michel Vitold, Comédie-Française
- 1962: La Troupe du Roy, Hommage à Molière, mise en scène Paul-Émile Deiber, Comédie-Française
- 1963 : Marie Stuart de Friedrich von Schiller, mise en scène Raymond Hermantier, création au Mai musical de Bordeaux, puis reprise à la Comédie-Française
- 1964 : Comme les chardons d'Armand Salacrou, mise en scène Michel Vitold, Comédie-Française
- 1966 : La Soif et la faim d'Eugène Ionesco, mise en scène Jean-Marie Serreau, Comédie-Française
- 1967 : Britannicus de Racine, mise en scène Jean Darnel, Théâtre de la Nature Saint-Jean-de-Luz
- 1968 : Britannicus de Racine, mise en scène Maurice Escande, Théâtre antique d'Arles
- 1968 : Athalie de Racine, mise en scène Maurice Escande, Comédie-Française
- 1971 : La Folle de Chaillot de Jean Giraudoux, mise en scène Michel Fagadau, Festival de Bellac
- 1971 : Les Femmes savantes de Molière, mise en scène Jean Piat, Comédie-Française
- 1972 : Électre de Jean Giraudoux, mise en scène Pierre Dux, Comédie-Française
- 1973 : Les Femmes savantes de Molière, mise en scène Jean Piat, Comédie-Française
- 1973 : La Soif et la faim d'Eugène Ionesco, mise en scène Jean-Marie Serreau, Comédie-Française au Théâtre de l'Odéon
- 1973 : Athalie de Racine, mise en scène Maurice Escande, Comédie-Française
- 1974 : Coriolan de William Shakespeare, mise en scène Jean Meyer, Festival de Lyon
- 1975 : Dialogues avec Leuco de Cesare Pavese, mise en scène Antoine Bourseiller, Comédie-Française au Petit Odéon
- 1976 : Hommage à Jean Cocteau, conception André Fraigneau, Comédie-Française
- 1976 : Le Verre d'eau ou Les Effets et les causes d'Eugène Scribe, mise en scène Raymond Rouleau, Comédie-Française
- 1977 : Les Femmes savantes de Molière, mise en scène Jean Meyer, Théâtre des Célestins
- 1978 : Britannicus de Racine, mise en scène Marcelle Tassencourt, Festival de Versailles
- 1980 : Port-Royal de Henry de Montherlant, mise en scène Jean Meyer, Comédie-Française
- 1980 : La Folle de Chaillot de Jean Giraudoux, mise en scène Michel Fagadau, Comédie-Française
- 1981 : La Dame de chez Maxim de Georges Feydeau, mise en scène Jean-Paul Roussillon, Comédie-Française